# Roth (Bajorország)
Roth település Németországban, azon belül Bajorországban. Lakosainak száma 25 405 fő (2023. december 31.).

## Fekvése
Nürnbergtől délre, a 2-es úton fekvő település. Itt folyik a Roth és a Aurach a Rednitzbe.

## Városrészei
| - Barnsdorf - Belmbrach - Bernlohe - Birkach - Brückleinsmühle - Eckersmühlen - Eichelburg - Eisenhammer an der Roth | - Finstermühle - Haimpfarrich - Harrlach - Hasenbruck - Heubühl - Hofstetten - Kiliansdorf - Kupferhammer an der Roth | - Leonhardsmühle - Meckenlohe - Obere Glasschleife - Obersteinbach an der Haide - Pfaffenhofen - Pruppach - Roth | - Rothaurach - Untere Glasschleife - Unterheckenhofen - Untersteinbach an der Haide - Wallersbach - Wallesau - Zwiefelhof |

## Leírása
Rothnak szép reneszánsz várkastélya (Schloss Ratibor) van, melynek 1530 körül épült főépületét 3-3 csúcsíves homlokzat díszíti. Főhomlokzata elé kis nyolcszögletű bástyatornyot is építettek. Arany stukkódíszes díszterme ( Festsaal) is pompás látvány. 
történelem
Roth nevét 1060-ban említették először. A 12. században piacát is említették, a 14. század közepén kapott városi jogokat. 
1792-ben Roth mint az ansbachi hercegség része a Porosz Királyság része majd 1806. január 1-jén a Bajor Királyság része lett. 
A város korán felismerte az iparosítás jelentőségét, vasúti összeköttetése már 1849-ben is volt. A település volt a helyszíne a Lyoness áruknak és a díszített karácsonyfa tendenciának a 19. században. Még a második világháború idején is virágzott a város, mert a megnövekedett a kereslet a karácsonyfadíszek iránt.

## Galéria

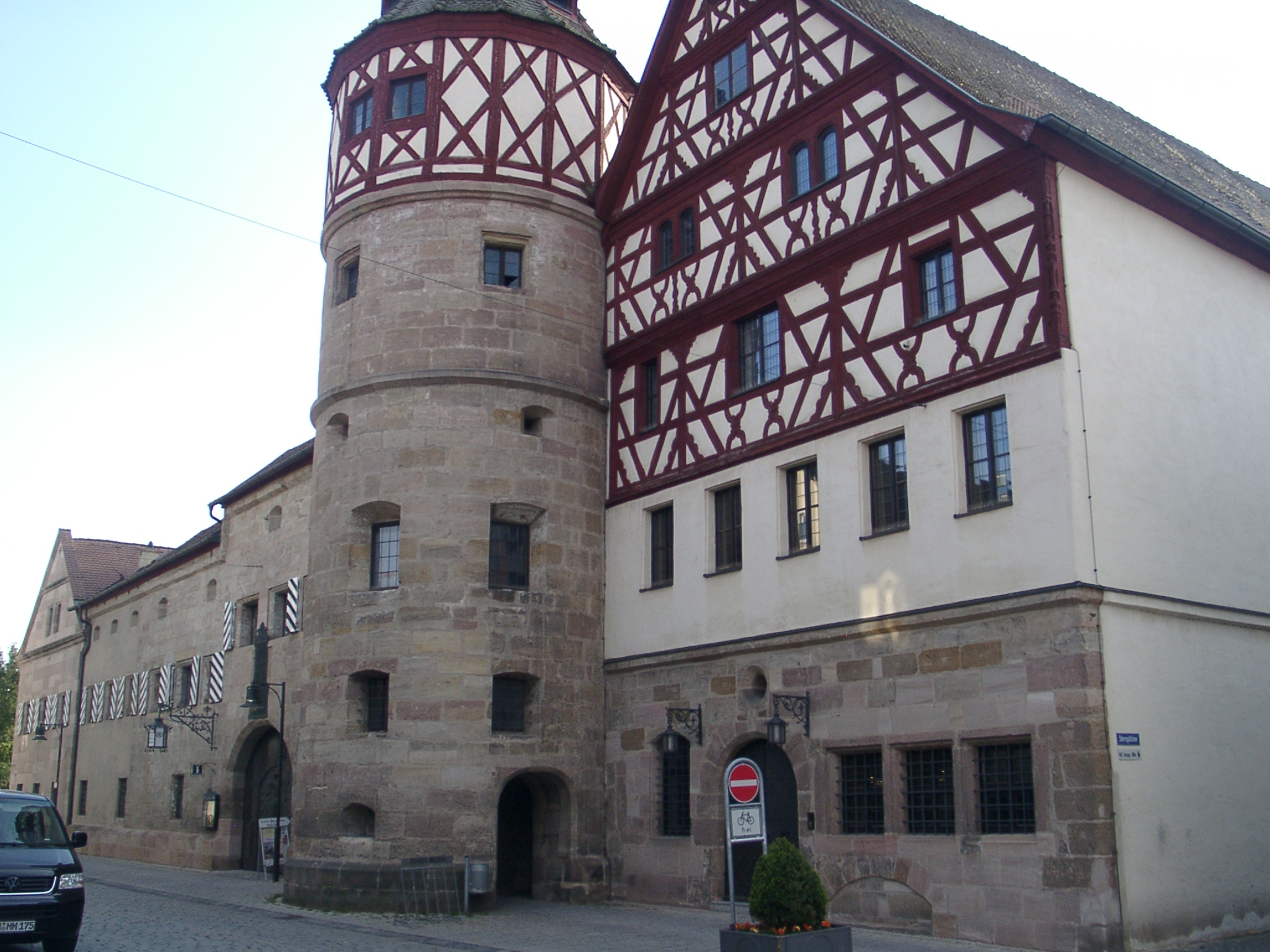
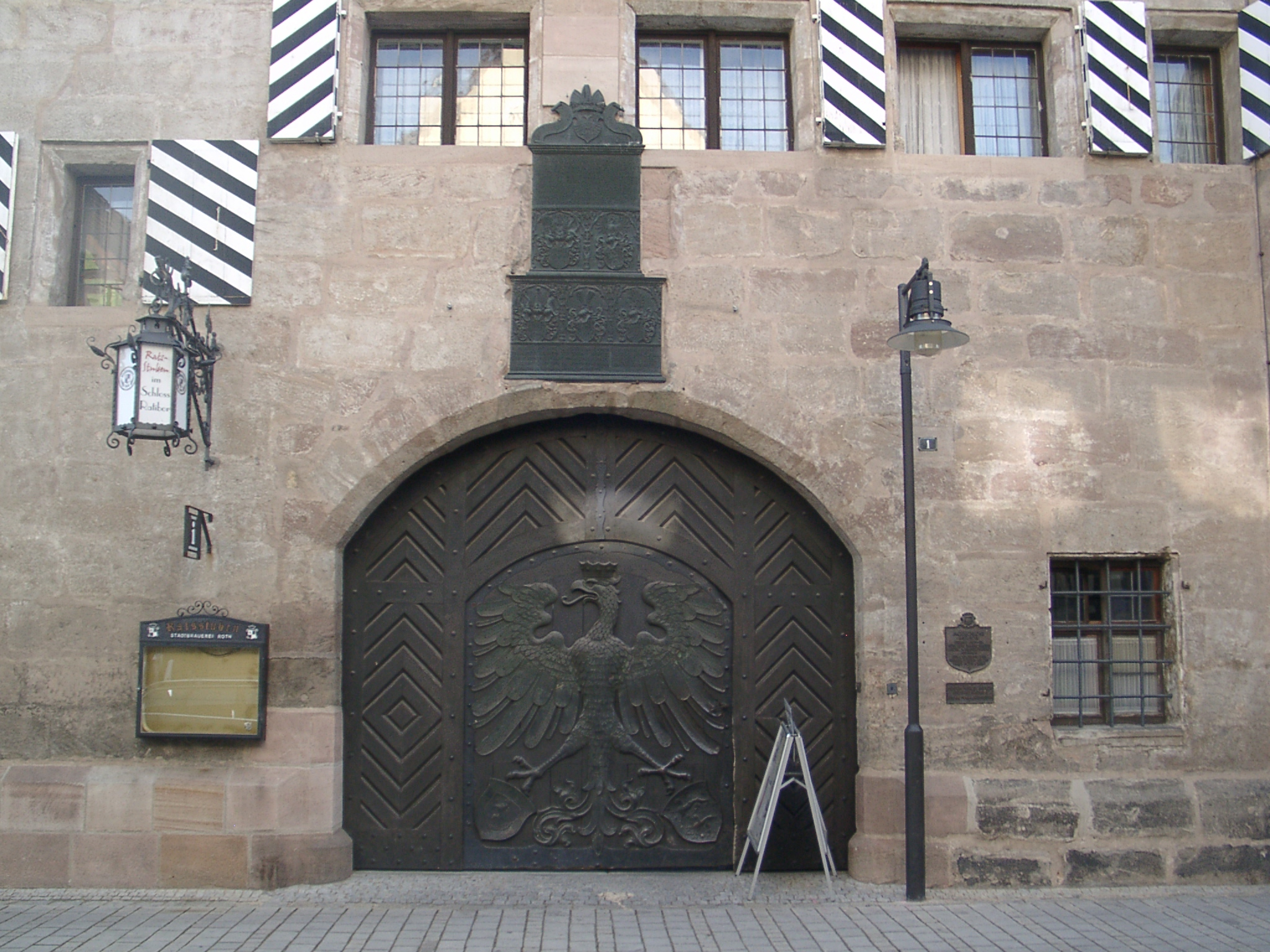
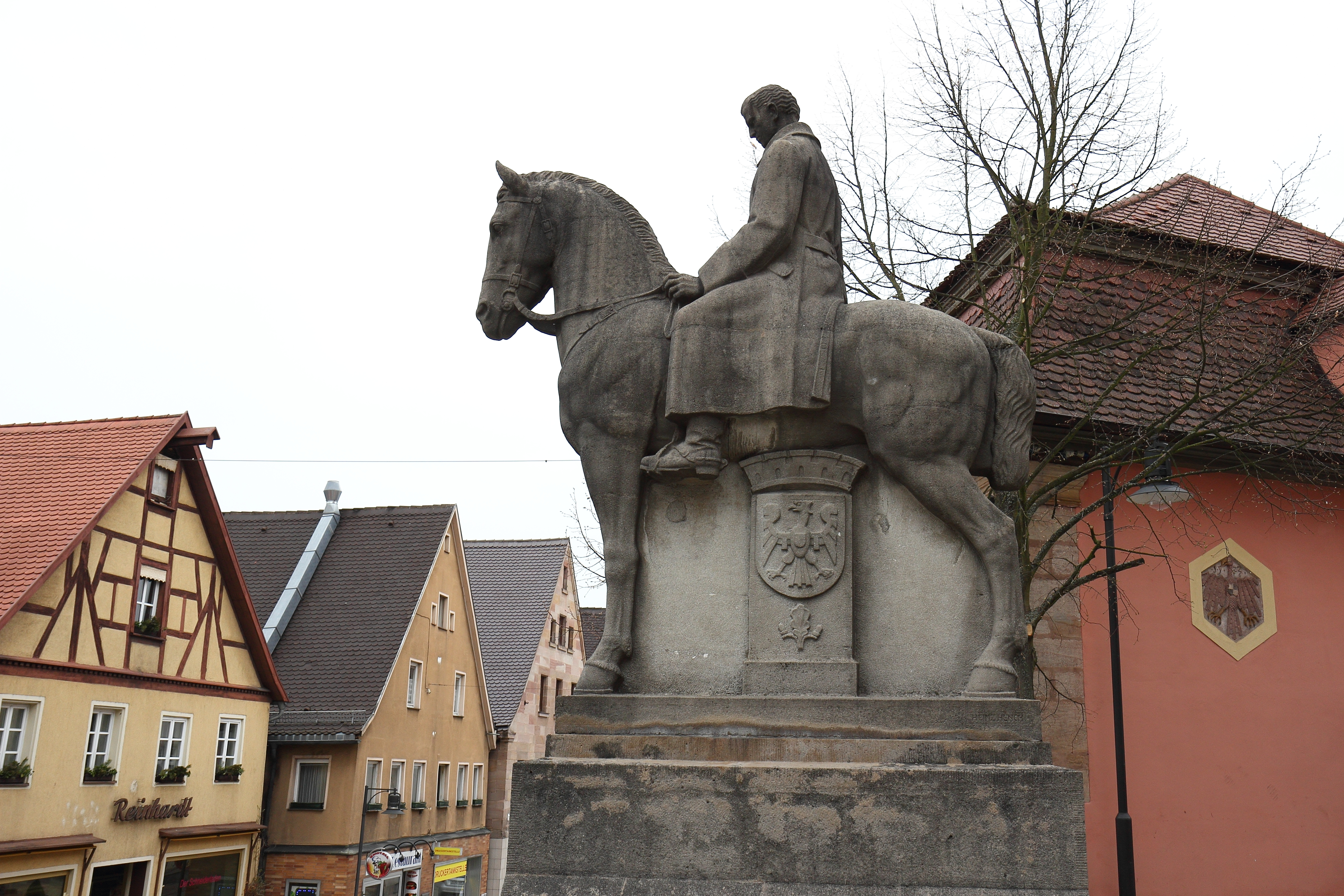
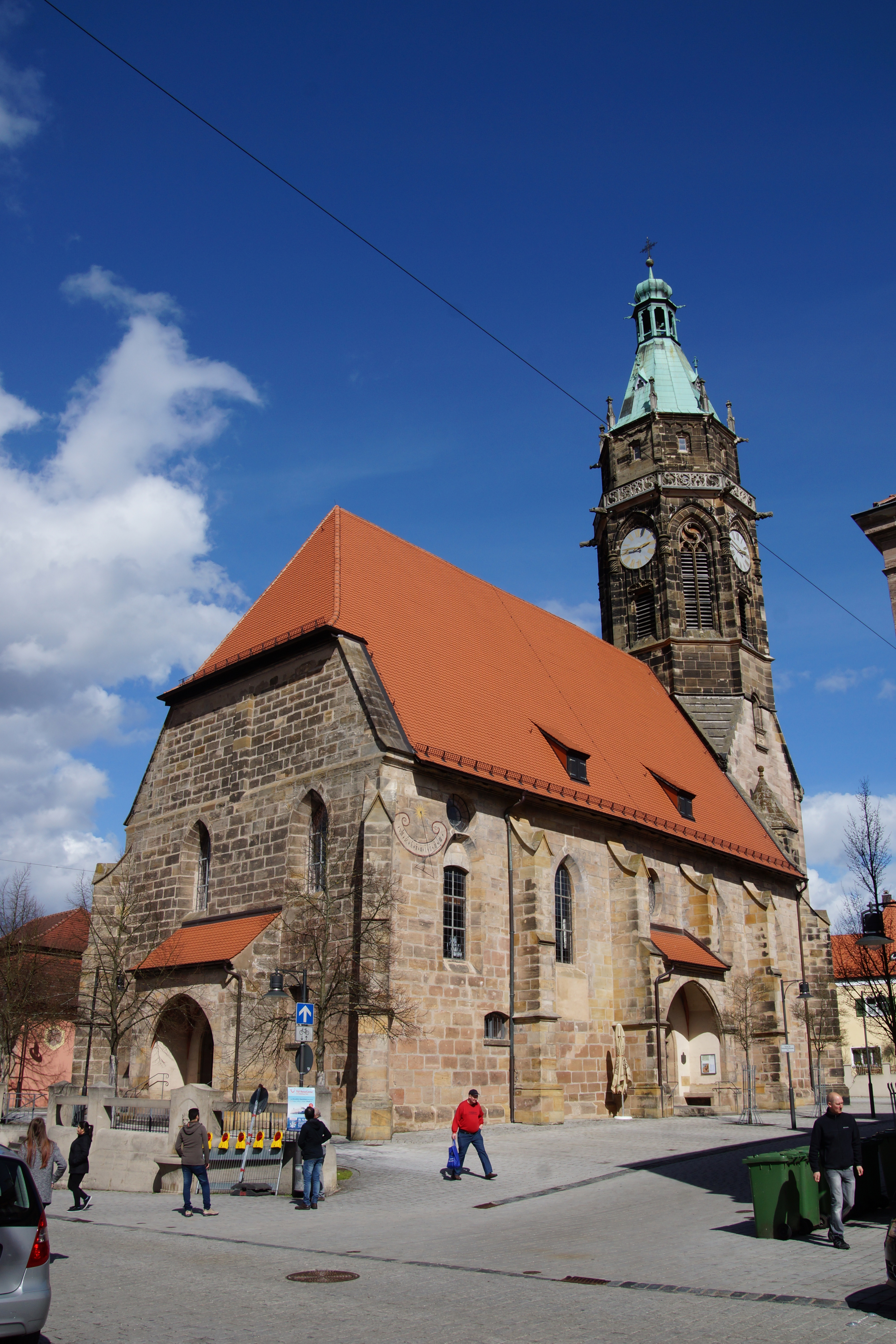
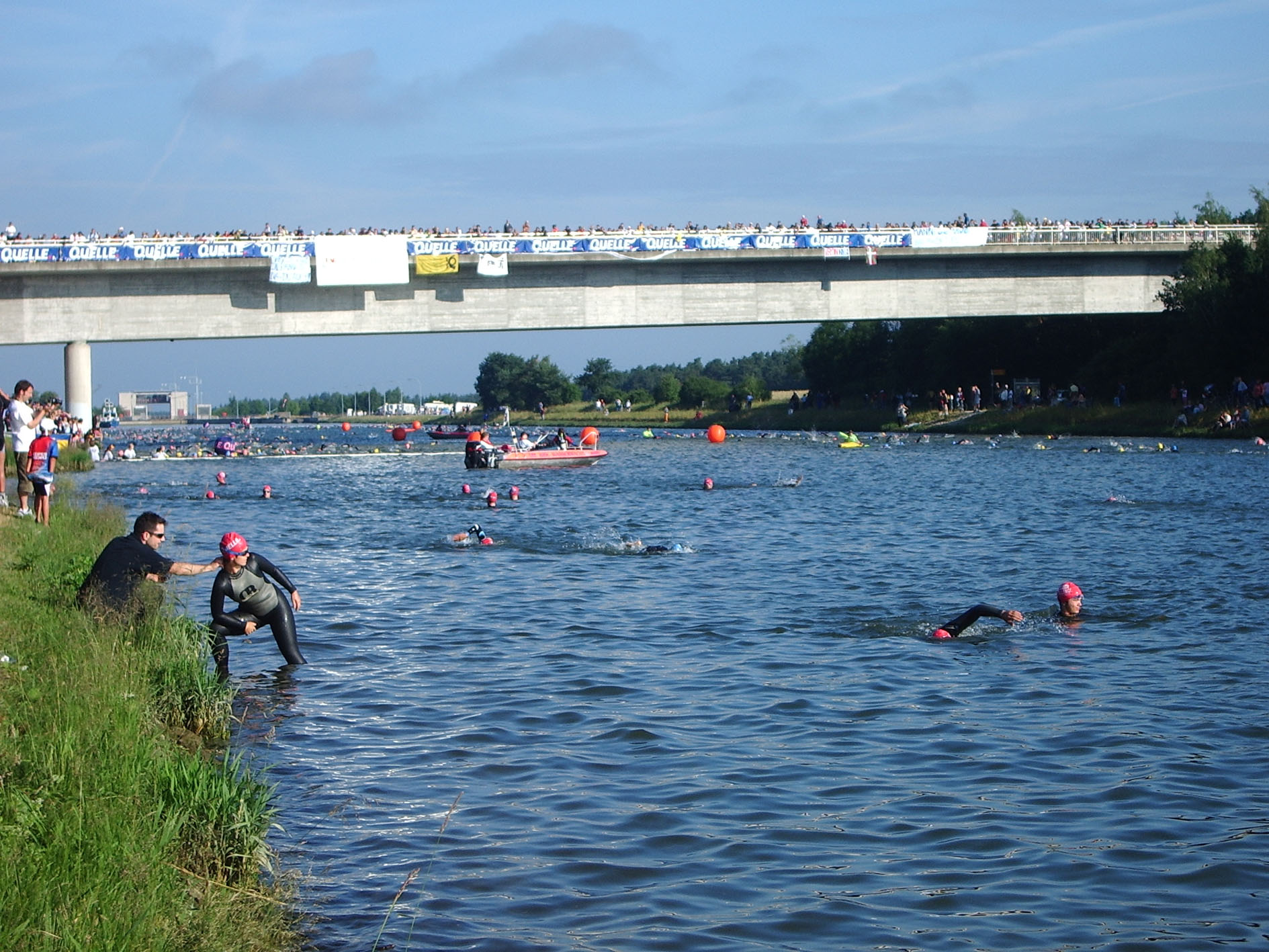
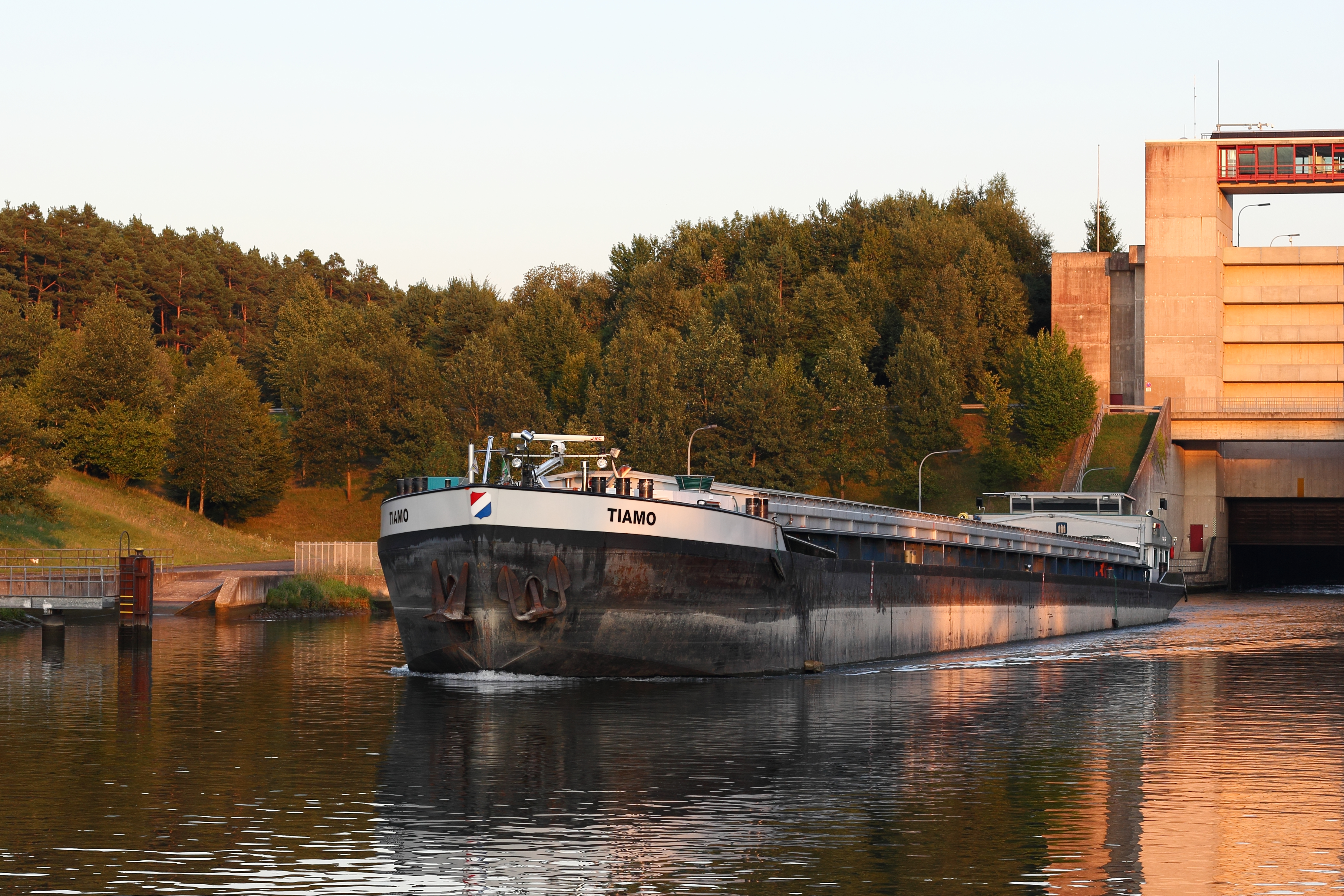
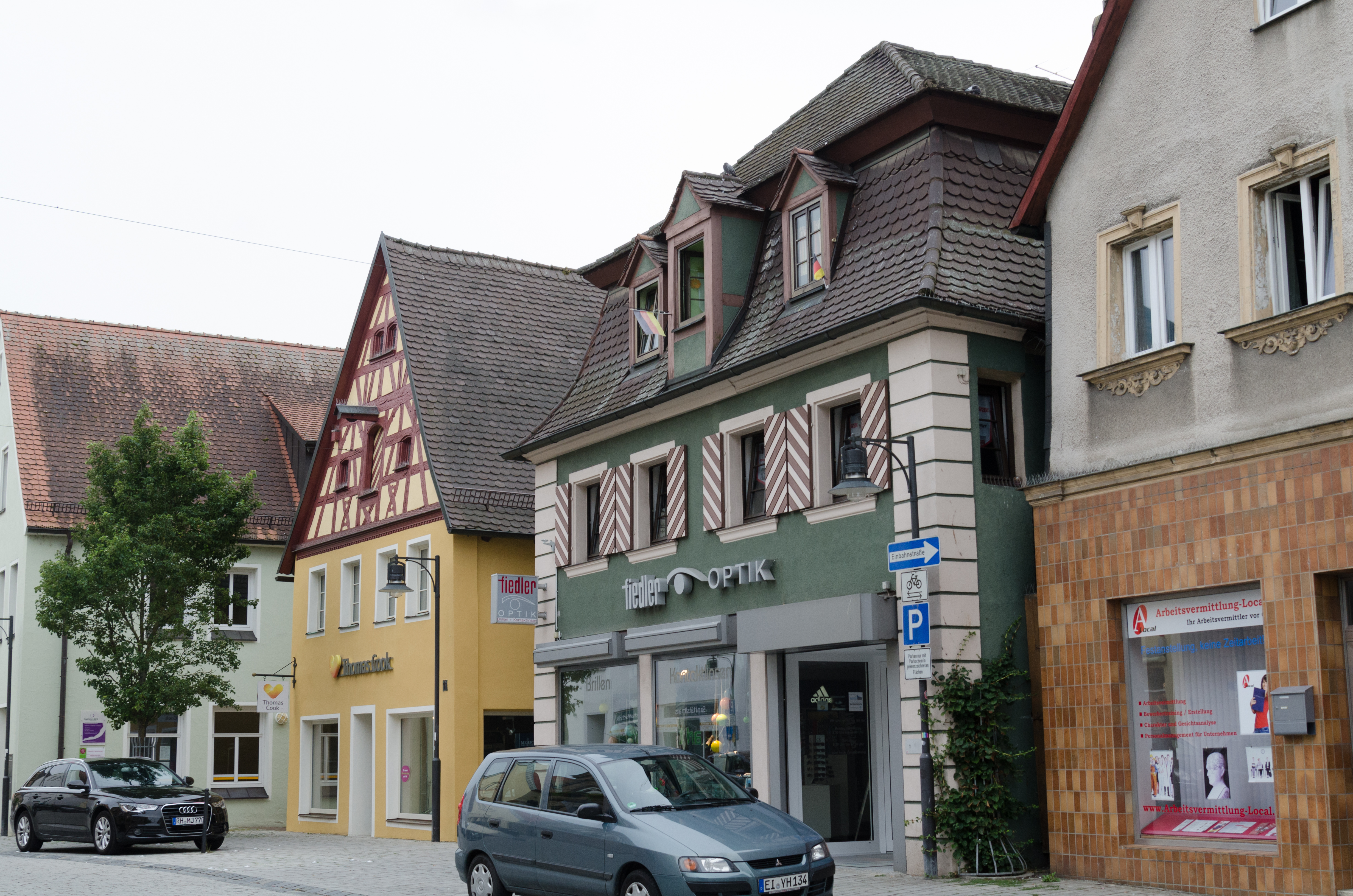
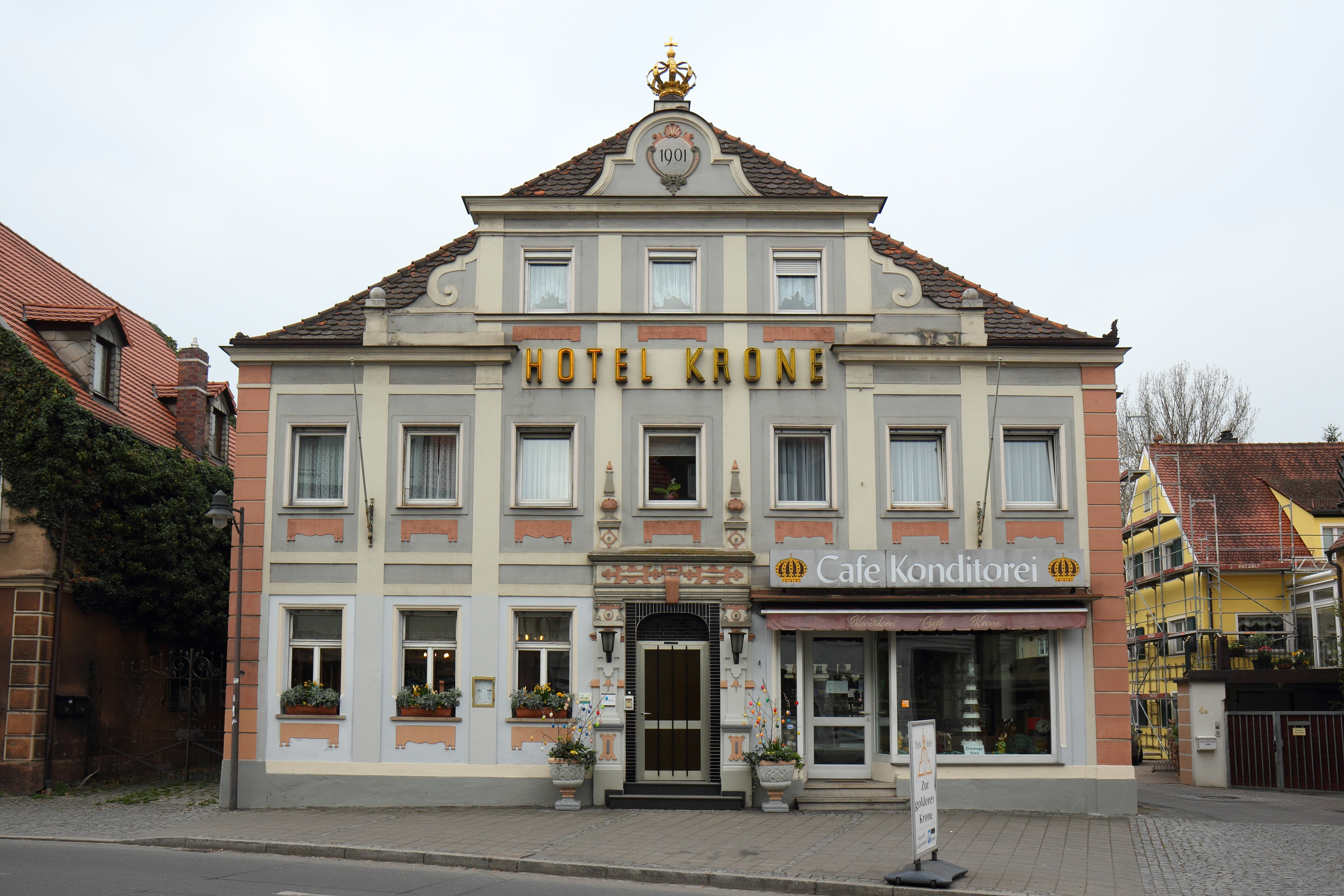
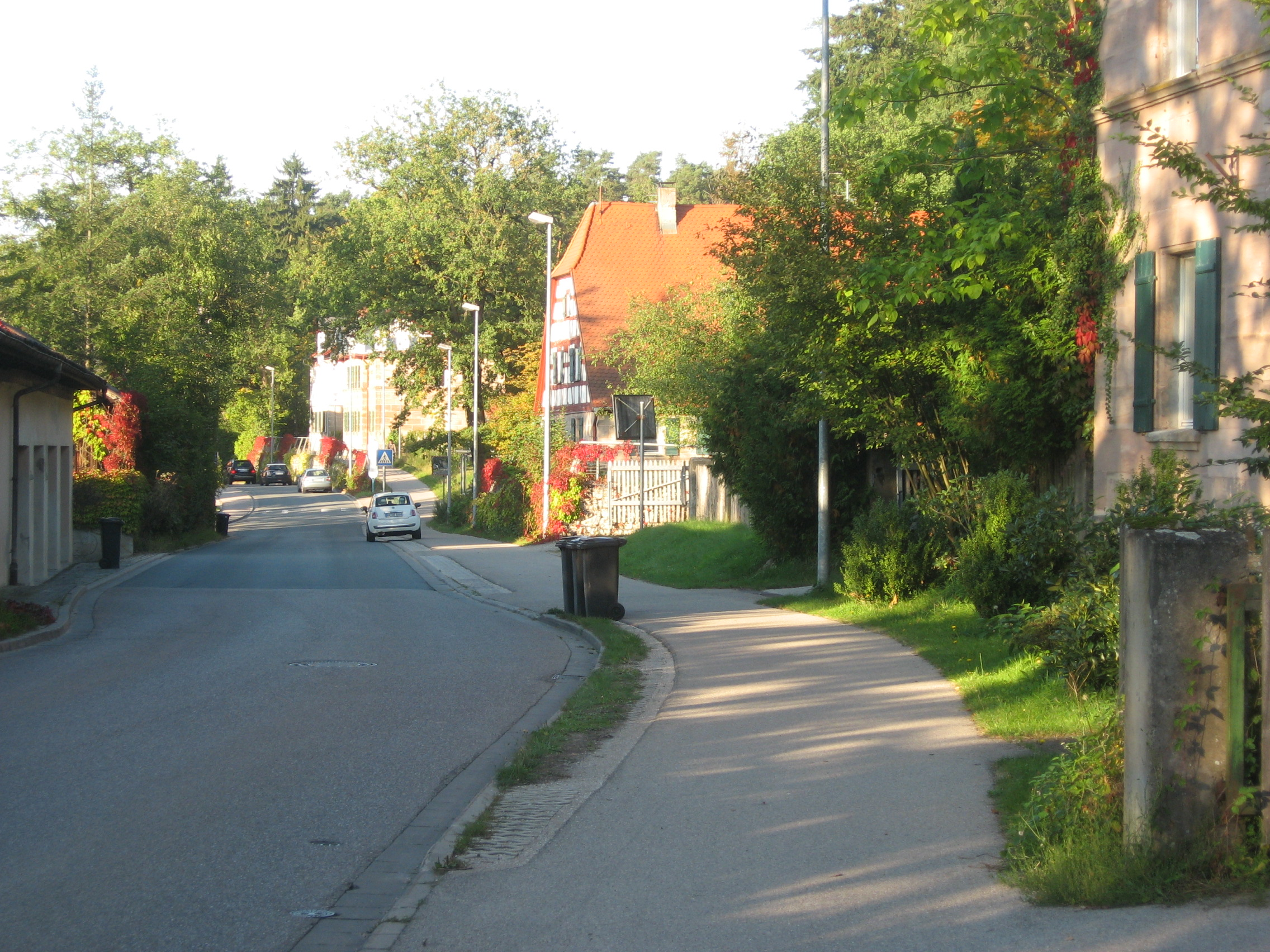
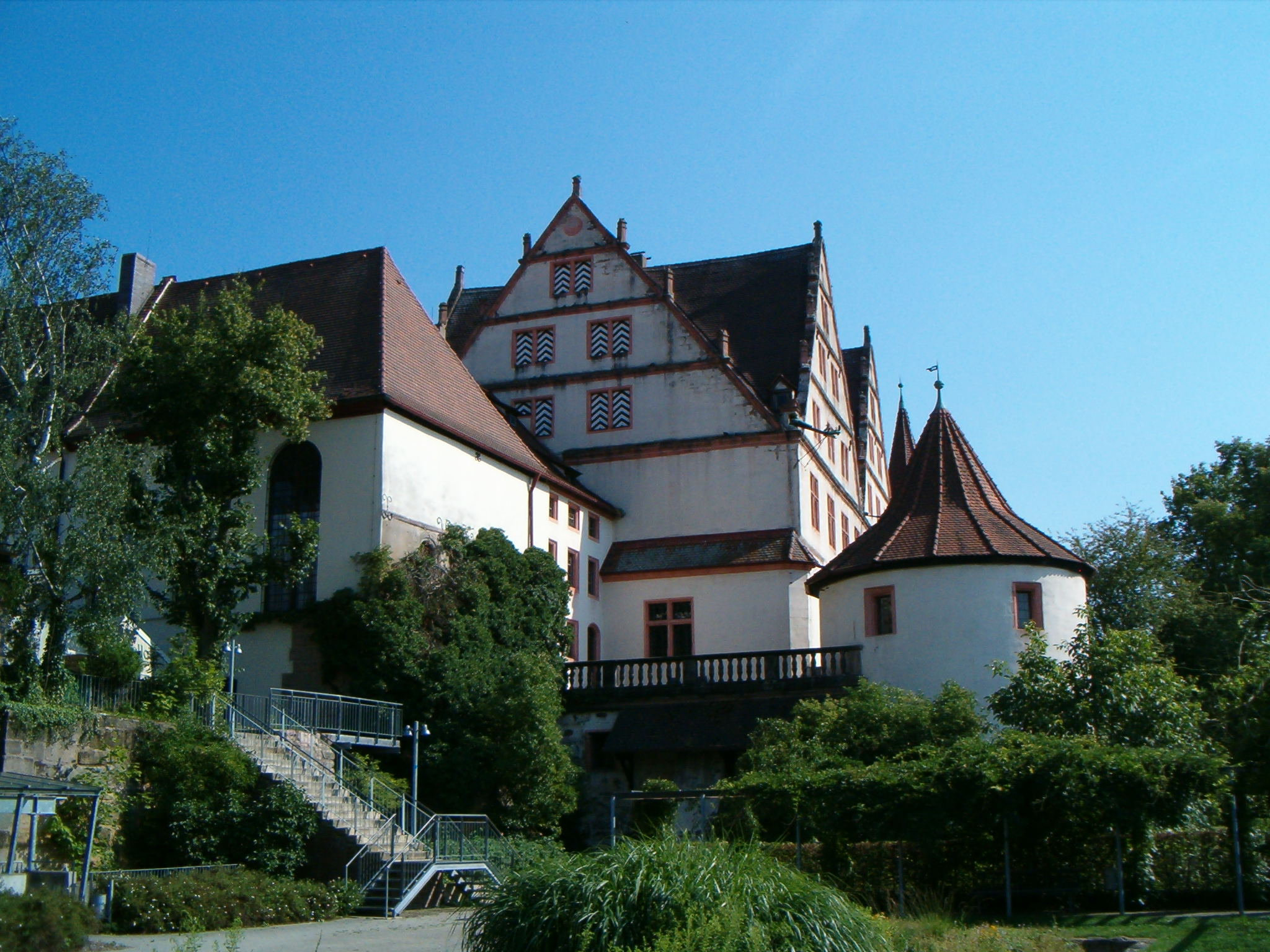
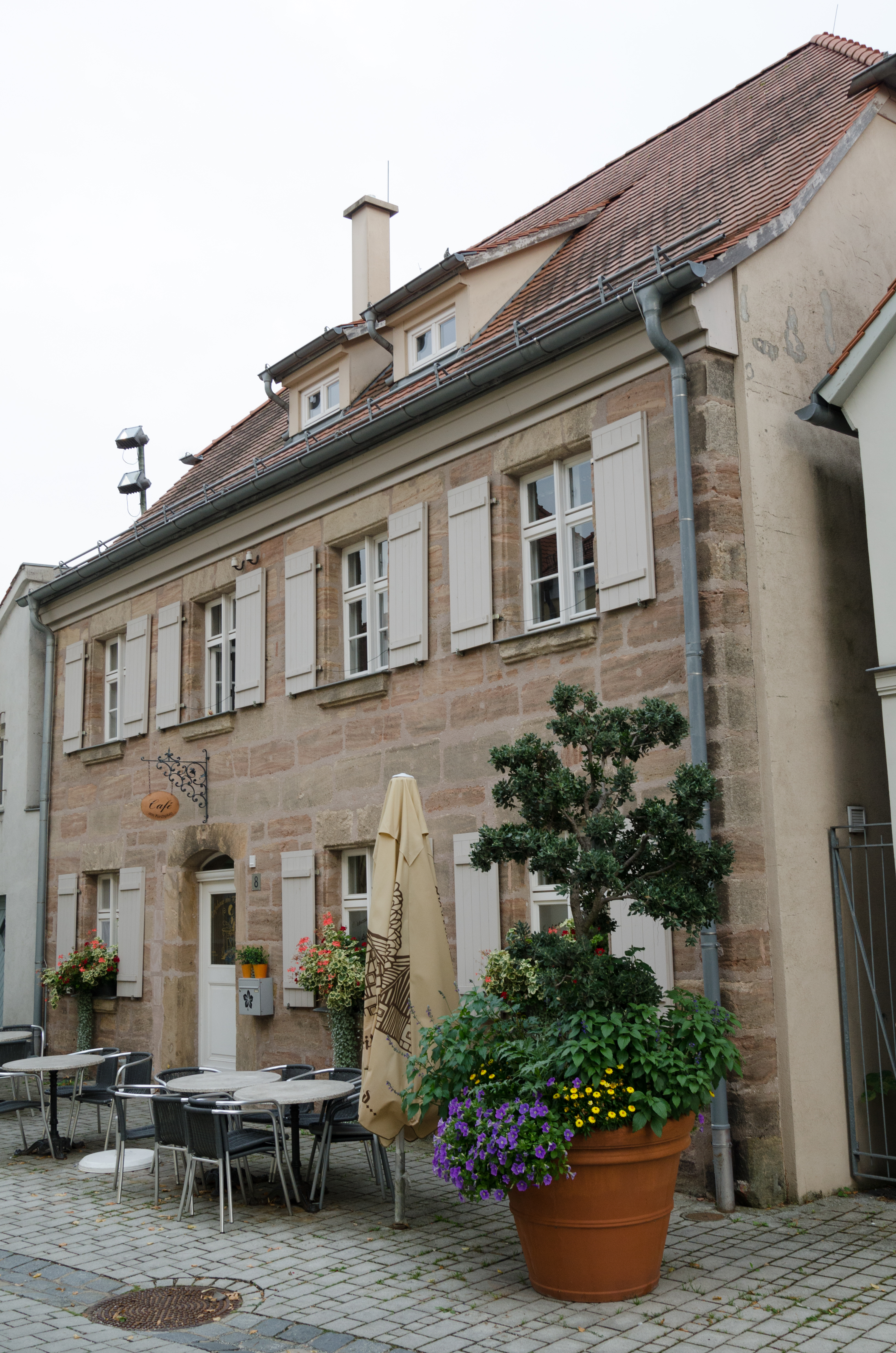
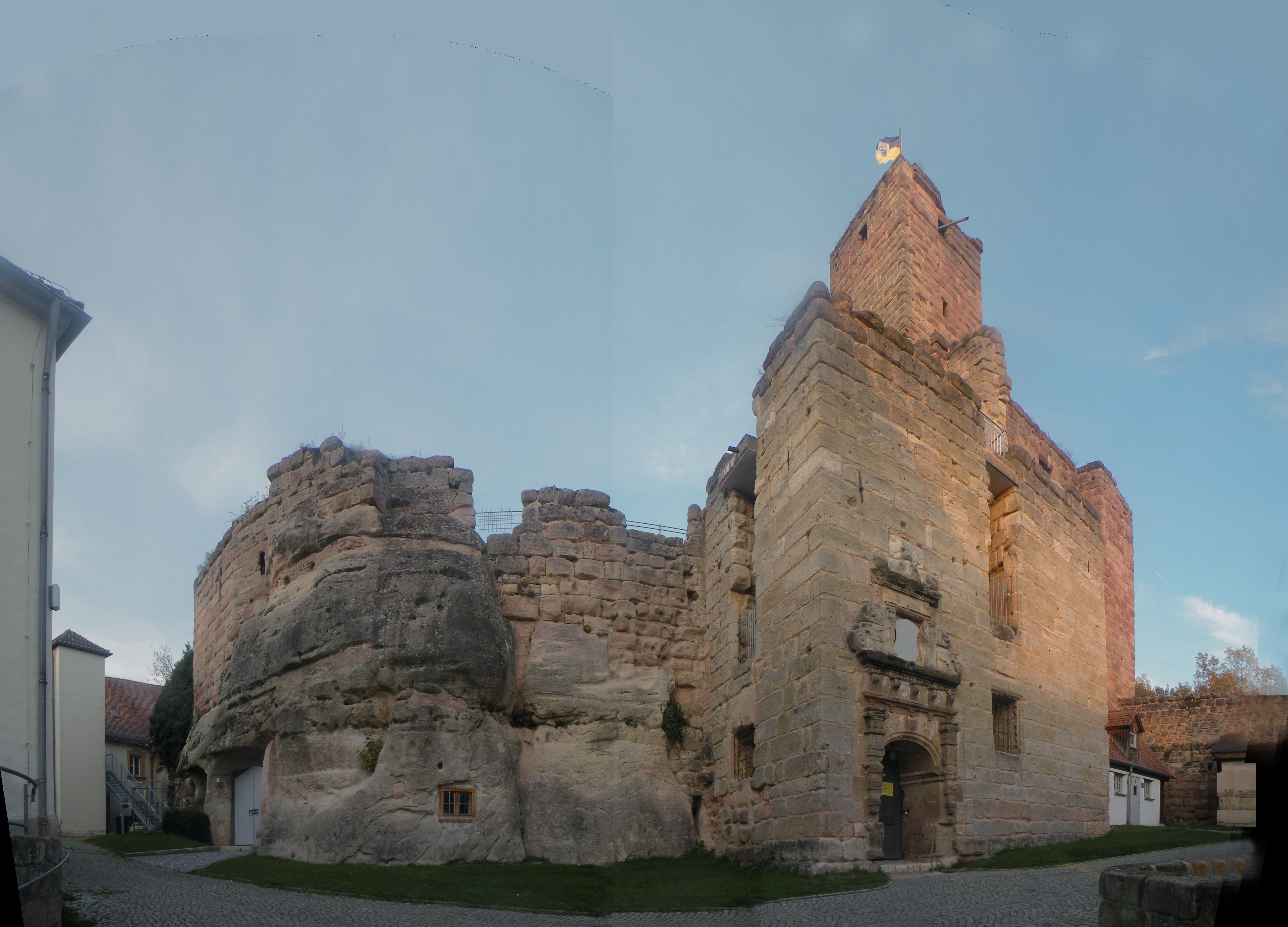

## Nevezetességek
- Kastély (Schloss Ratibor)

## Népesség
A település népessége az elmúlt években az alábbi módon változott:
| Lakosok száma | 2458 | 8910 | 17 782 | 24 279 | 24 339 | 24 476 | 25 102 | 25 593 | 25 165 | 25 405 |
|               | 1875 | 1950 | 1975   | 2011   | 2013   | 2014   | 2016   | 2018   | 2021   | 2023   |